# Elizabeth Maywald
Elizabeth Maywald – australijska aktorka telewizyjna i filmowa. 
Jej pierwszą rolą był drobny epizod w roku 1987 w serialu A Country Practice. Na dużym ekranie zadebiutowała w 1997 roku w filmie Dzięki Bogu spotkał Lizzie. Zagrała w kilku popularnych w Australii serialach: Wildside, Cena życia, Szczury wodne.

## Filmografia
Filmy 
- 1989: Mortgage jako pani młoda
- 1990: Chłopcy z Islandii jako Anne Miles
- 1997: Dzięki Bogu poznał Lizzie jako Michelle
- 2002: Na ratunek jako Madonna
- 2003: BlackJack jako Serina
- 2005: A Massage From Fallujah jako Carole Crane

 Seriale 
- 1987: A Country Practice jako Tina NunnAlex Kaldas
- 1991: Latający doktorzy jako Melissa
- 1993: The Girl From Tomorrow Part Two: Tomorrow's EndFallen Angels jako technik
- 1995: G.P. jako Sandy
- 1995: Correlli jako Norma Whitton
- 1998-1999: Cena życia jako Sophie Williams
- 1999: Wildside jako Sharon
- 1999: Bondi Banquet jako Julie Bocuse
- 1998-2001: Szczury wodne jako Celeste/Karen
- 2001: Zatoka serc jako Anna Miller
- 2001: Head Start jako Anna
- 2002: White Collar Blue jako hipnotyzerka
- 2002-2003: Grass Roots jako Kate Crosbie
- 2004: The Cooks jako Lucy
- 2012: Rake jako Caroline Wooldridge